# 郁久閭斛律
郁久閭 斛律（漢音：いくきゅうりょ こくりつ、拼音：Yùjiŭlǘ Húlǜ、? - 416年頃）は、柔然の可汗。縕紇提の子で社崙の弟。可汗号は藹苦蓋可汗（あいくかいかがん）といい、“姿質美好（外見と内面は美しく好ましい）可汗”という意味である。

## 生涯
永興2年（410年）、社崙が死去すると、その子の度抜はまだ幼かったので、部衆は社崙の弟の斛律を立てて藹苦蓋可汗とした。斛律は北の賀朮也骨国を併合し、東の辟歴辰の部落を破った。
永興3年（411年）、斛律は北燕の馮跋に馬三千匹を献じ、馮跋の娘の楽浪公主を娶る。12月、斛律の宗族の悦侯・咄触干ら百数十人が北魏に投降した。斛律は北魏の威を畏れて防備を固め、南に侵攻しようとはしなかった。このため北魏の北辺は安静となった。
神瑞元年（414年）、柔然は北燕の馮跋と友好関係を結んだ。今度は馮跋が斛律の娘を娶って妻とし、婚姻を交わそうとした。これに斛律の長兄の子の歩鹿真が反対したが、斛律は許さなかった。このため歩鹿真は大臣の樹黎・勿地延らと共謀して、夜に勇士を斛律の穹廬に忍ばせて斛律を捕え、その娘とともに北燕の都の和龍に送りつけてやった。馮跋は斛律を封じて上谷侯とした。樹黎は歩鹿真を新たな可汗として即位させた。
泰常元年（416年）、斛律は馮跋に塞北に帰りたいと請願し、馮跋は単于前輔の万陵を派遣して300騎で斛律を勅勒の地まで送ってやることにした。しかし、万陵は遠方ゆえに億劫になり、途中の黒山に至ったところで斛律を殺して帰還した。

## 参考資料
- 『魏書』（列伝第九十一 蠕蠕）
- 『北史』（列伝第八十六 蠕蠕）
- 『晋書』（載記第二十五 馮跋）
- 内田吟風『北アジア史研究 鮮卑柔然突厥篇』（同朋舎出版、1975年、ISBN 4810406261）